# Benbrook-Gletscher
Der Benbrook-Gletscher ist ein 8 km langer Gletscher in der antarktischen Ross Dependency. In den Churchill Mountains fließt er in südsüdöstlicher Richtung vom Egress Peak in den Carlstrom Foothills zum Flynn-Gletscher.
Das Advisory Committee on Antarctic Names benannte den Gletscher 2003 nach dem US-amerikanischen Physiker James R. Benbrook (* 1959) von der University of Houston, der von 1985 bis 1995 für das United States Antarctic Program an Untersuchungen zur Ionosphäre und Magnetosphäre am geographischen Südpol beteiligt war.